# Anomobryum
Anomobryum és un gènere de molses de la família de les briàcies. Conté una setantena d'espècies distribuïdes arreu del món. Una espècie, Anomobryum julaceum, és autòctona de Catalunya.

## Descripció
Plantes dioques de mida petita, color verd pàl·lid o verd groguenc, juliàcies, és a dir amb els filidis ben imbricats a les tigetes (caulidis), fent que cada brot tingui una aparença cilíndrica. Caulidis de 0,5 a 1,5 cm de longitud, normalment agrupats o fasciculats, poc o gens ramificats. Filidis ovats o ovatolanceolats, d'uns 0,6-1,4 mil·límetres i marge recorbat o pla. L'àpex del filidi és agut i el nervi foliar és de quasi percurrent (que ateny l'àpex del filidi) a lleugerament excurrent (que sobresut del filidi). Les cèl·lules alars dels filidis no estan diferenciades, les basals són quadrades o rectangulars mentre que les medials o distals són més aviat romboidals o vermiculars, molt llargues. Seta simple i flexuosa que presenta una càpsula més o menys ovoide i d'inclinada a erecte d'uns 1 a 3 mil·límetres. Espores lleugerament papi·loses (papil·les) marronoses.
És un gènere molt semblant a Bryum. Anomobryum se'n distingeix pels seus caulidis de coloració marró o taronja, per ser més llargs i prims, i tenir unes cèl·lules distals dels filidis, que són extremadament llargues. A més a més a diferència de Bryum, les espècies d´Anomobryum no tenen l'àpex dels filidis hialins.

## Distribució
És un gènere que habita regions temperades o alpines de tots els continents. Moltes espècies són autòctones de les regions muntanyoses de Mèxic i del centre i Sud-amèrica.